# Nemathelminthes
Nemathelminthes a fost o încrengătură de viermi (în prezent taxonul nu este utilizat). Interiorul corpului nemathelmintelor constituie cavitatea primară sau pseudocelom. În această grupă au fost incluse următoarele clase (în prezent majoritatea au rang de încrengătură):
- Acanthocephala
- Gastrotricha
- Kinorhyncha
- Loricifera
- Nematoda
- Nematomorpha
- Priapulida
- Rotifera